# Mount Baker National Forest
Der Mount Baker National Forest  ist ein National Forest im US-Bundesstaat Washington. Er wurde am 1. Januar 1924 gegründet, indem der Washington National Forest umbenannt wurde. Durch administrative Zusammenlegung mit dem Snoqualmie National Forest entstand 1974 der Mount Baker-Snoqualmie National Forest. In absteigender Reihenfolge der Gebietsanteile befindet sich der Mount Baker National Forest in den Countys Snohomish, Whatcom und Skagit. Seit dem 30. September 2007 umfasst er eine Fläche von fast 5.300 km², was etwa 51 % der Fläche der vereinigten National Forests entspricht. Es gibt örtliche Ranger-Bezirke, deren Hauptquartiere sich in Darrington und Sedro-Woolley befinden.
Der Film Goldfieber in Alaska mit Clark Gable, Loretta Young und Jack Oakie wurde 1935 im Mount Baker National Forest gedreht, weil die Gegend für die Twentieth Century Pictures, einem Vorläufer der Twentieth Century Fox, abgelegen genug erschien, um Störungen durch Skifahrer und andere Parkbesucher zu vermeiden. Paramount Pictures produzierte 1937 den Film The Barrier u. a. in der Mount Baker Lodge.

## Wildnisgebiete
Es gibt sechs offiziell ausgewiesene Wildnisgebiete innerhalb des Mount Baker National Forest, die Teil des National Wilderness Preservation System sind. Drei von ihnen erstrecken sich bis in benachbarte National Forests (s. u.):
- Boulder River Wilderness
- Glacier Peak Wilderness (teilweise im Wenatchee National Forest)
- Henry M. Jackson Wilderness (teilweise im Snoqualmie National Forest und im Wenatchee National Forest)
- Mount Baker Wilderness
- Noisy-Diobsud Wilderness
- Pasayten Wilderness (hauptsächlich im Okanogan National Forest)

## Historische Bilder aus den National Archives

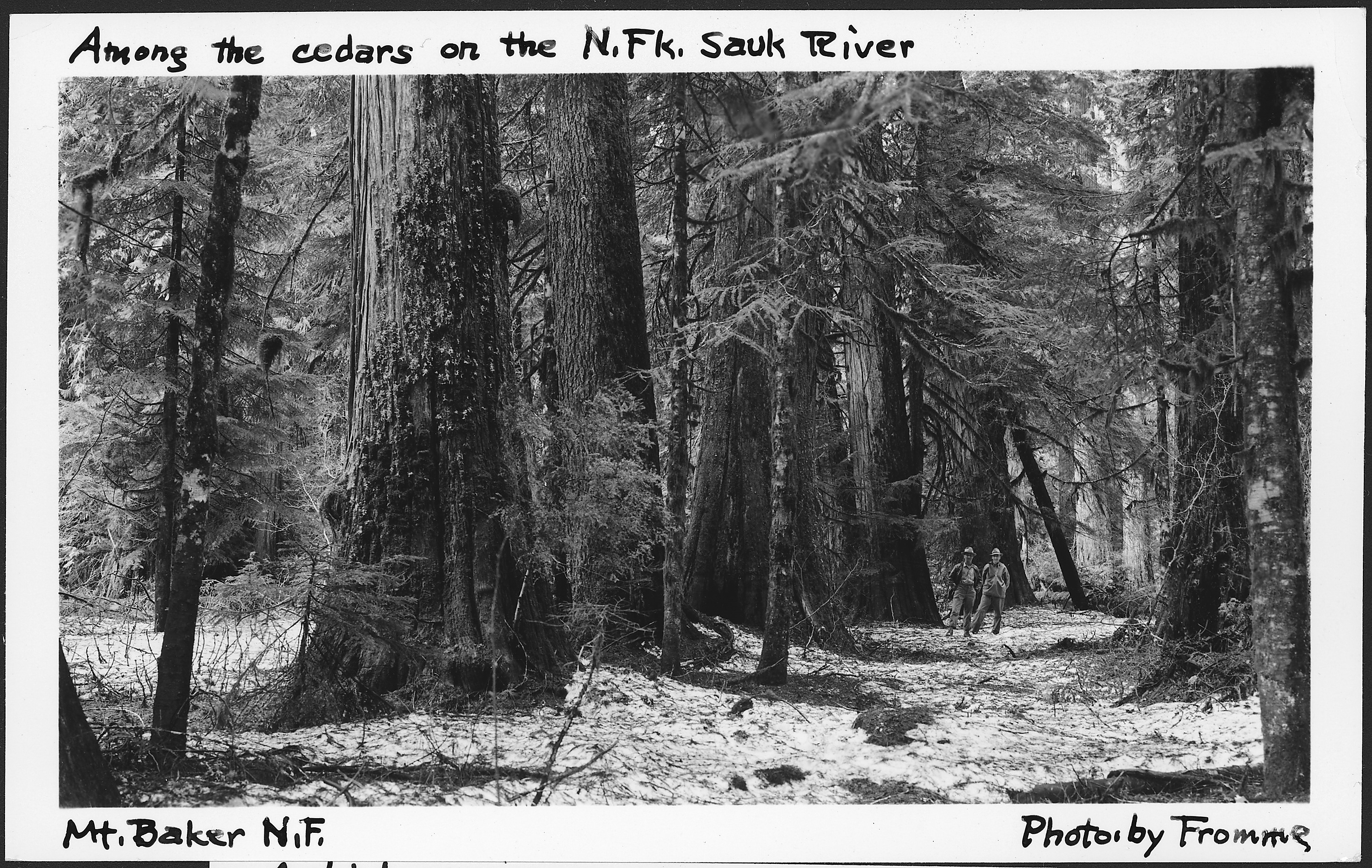
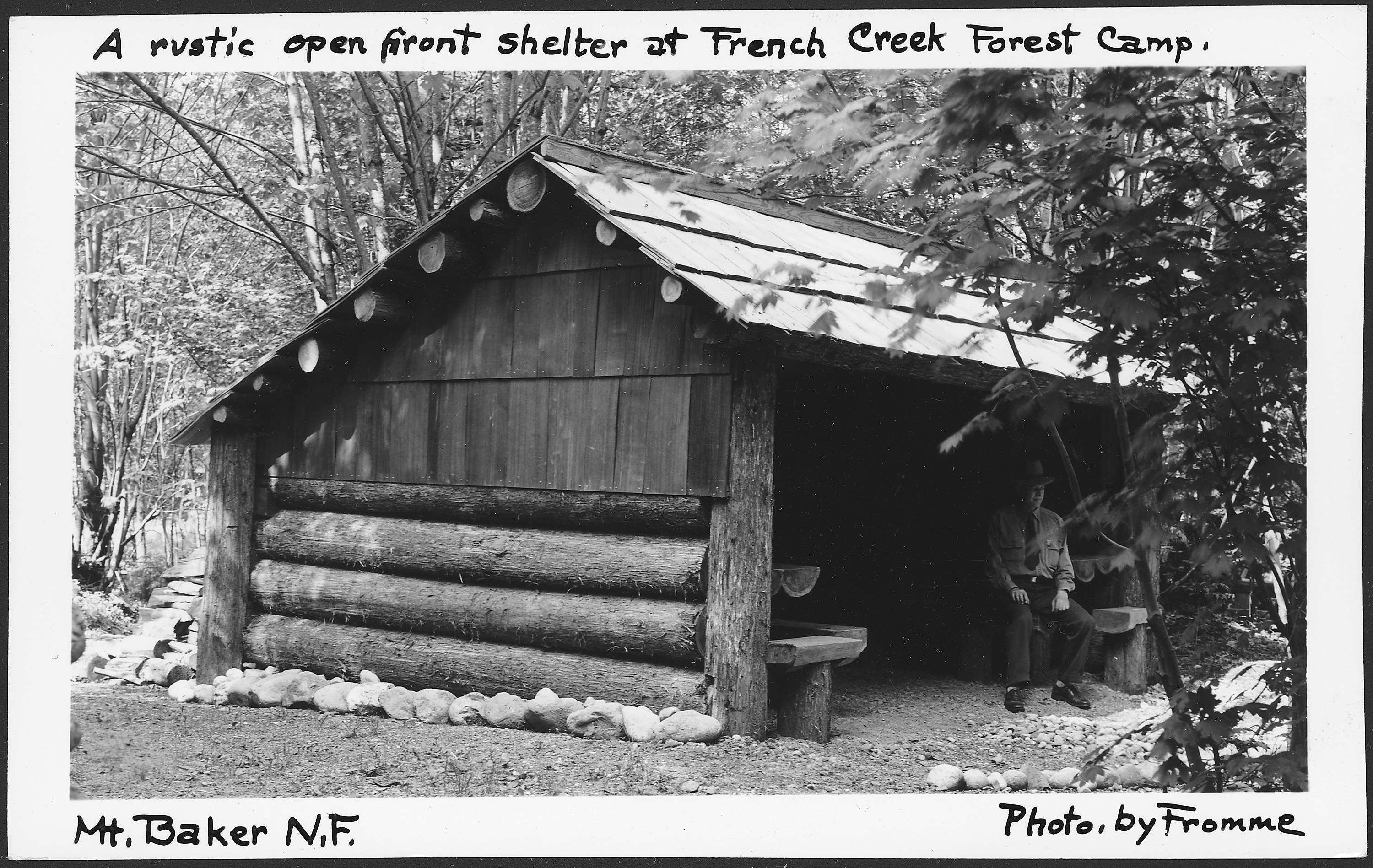
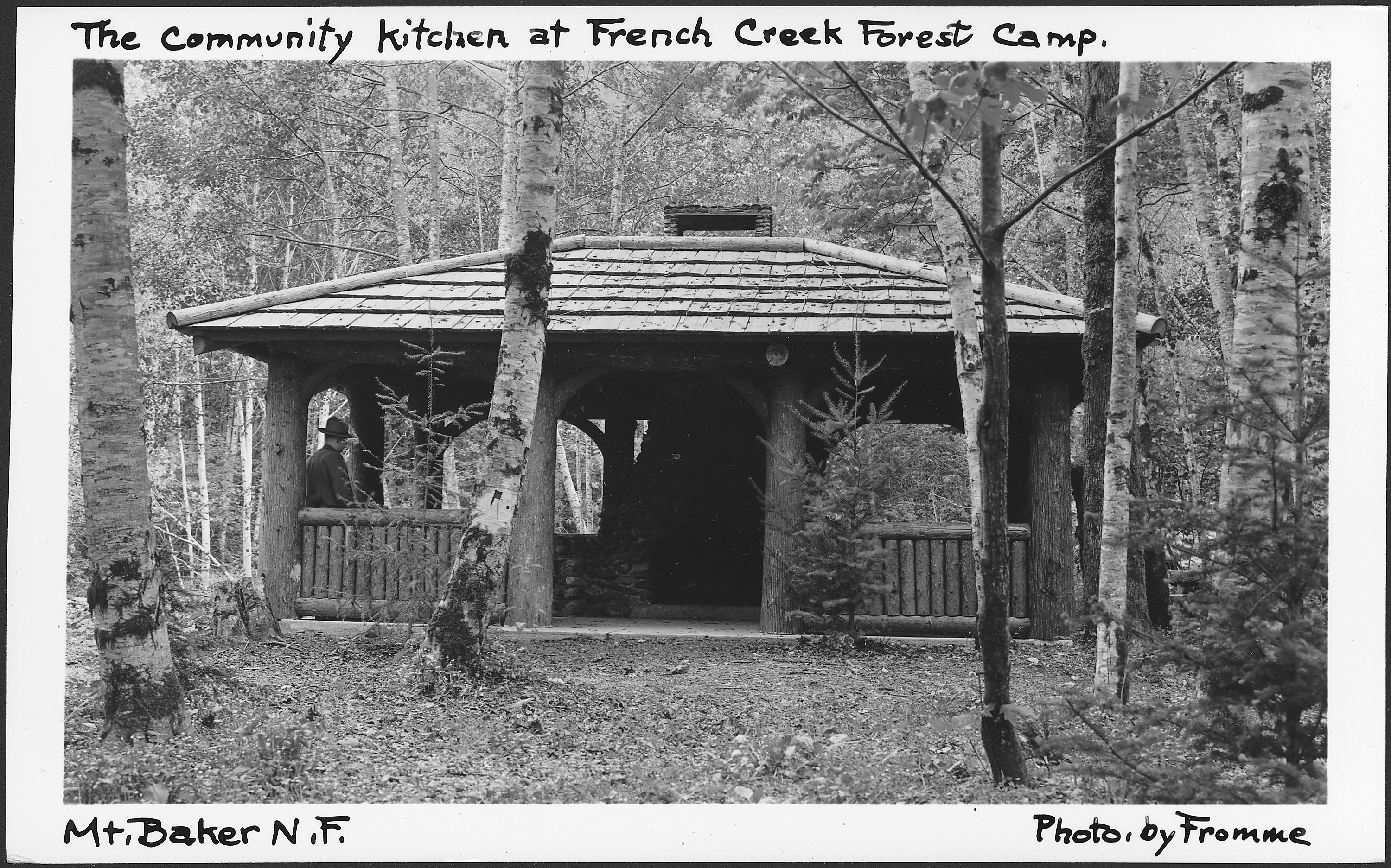
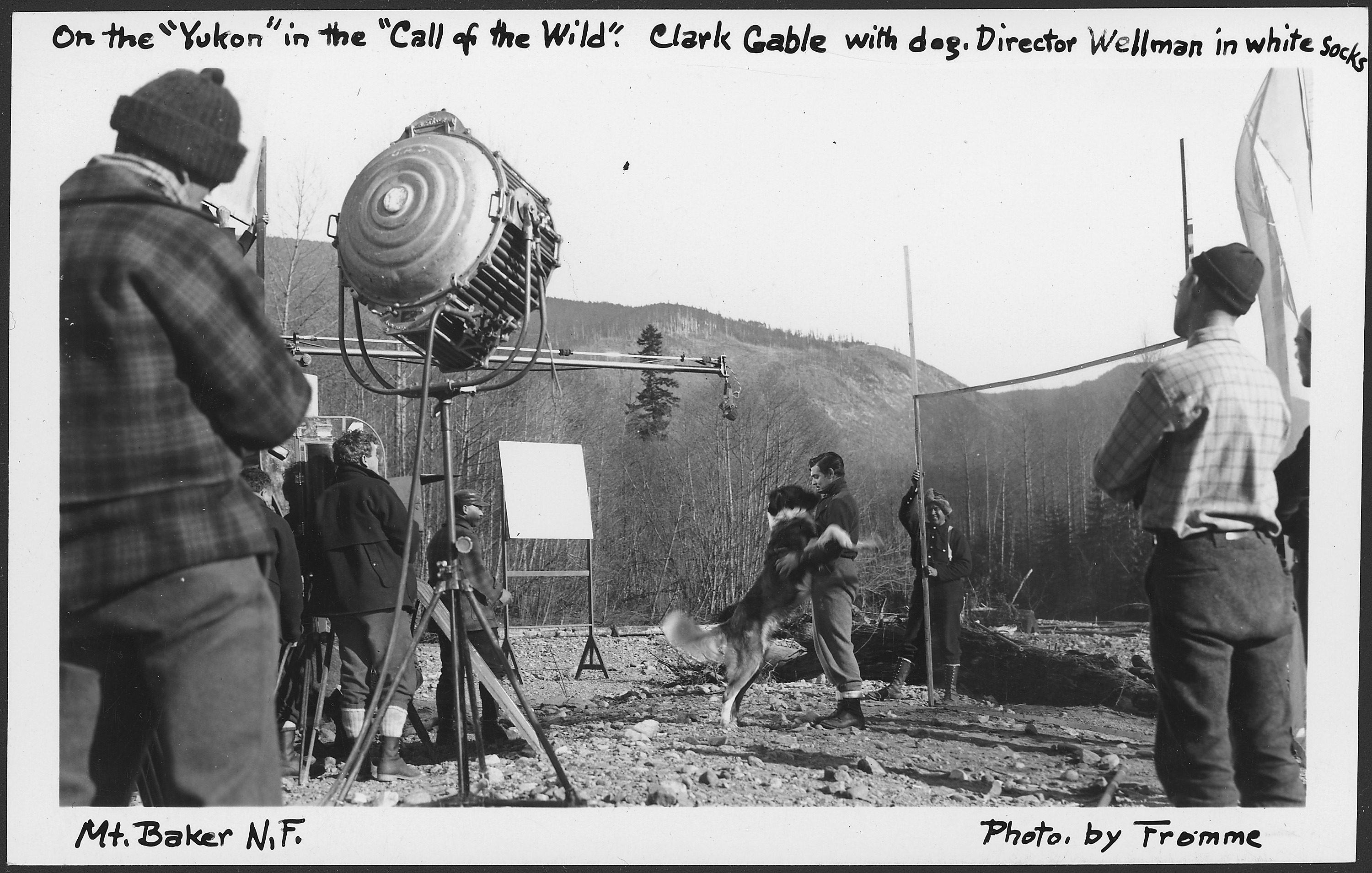
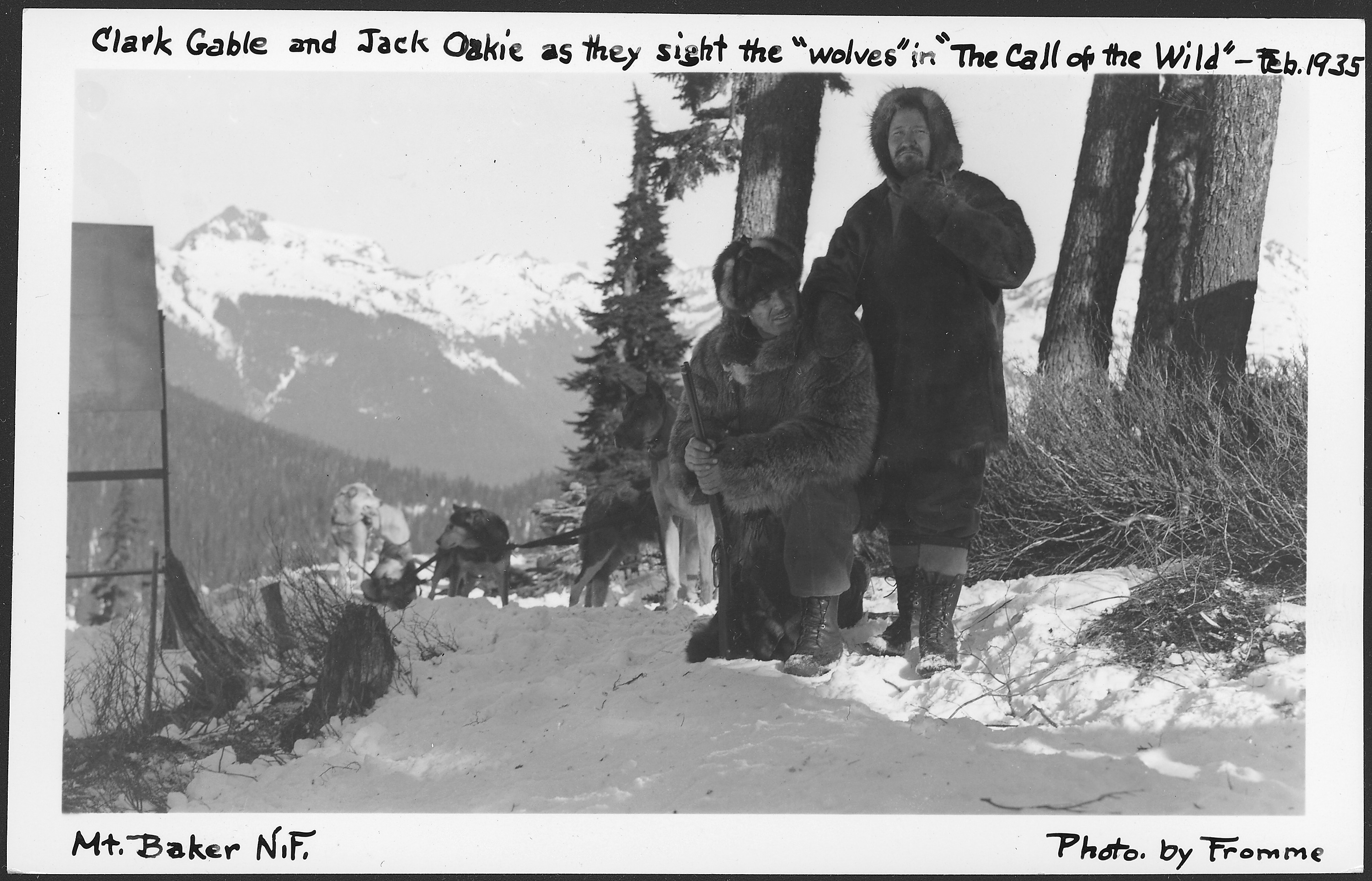
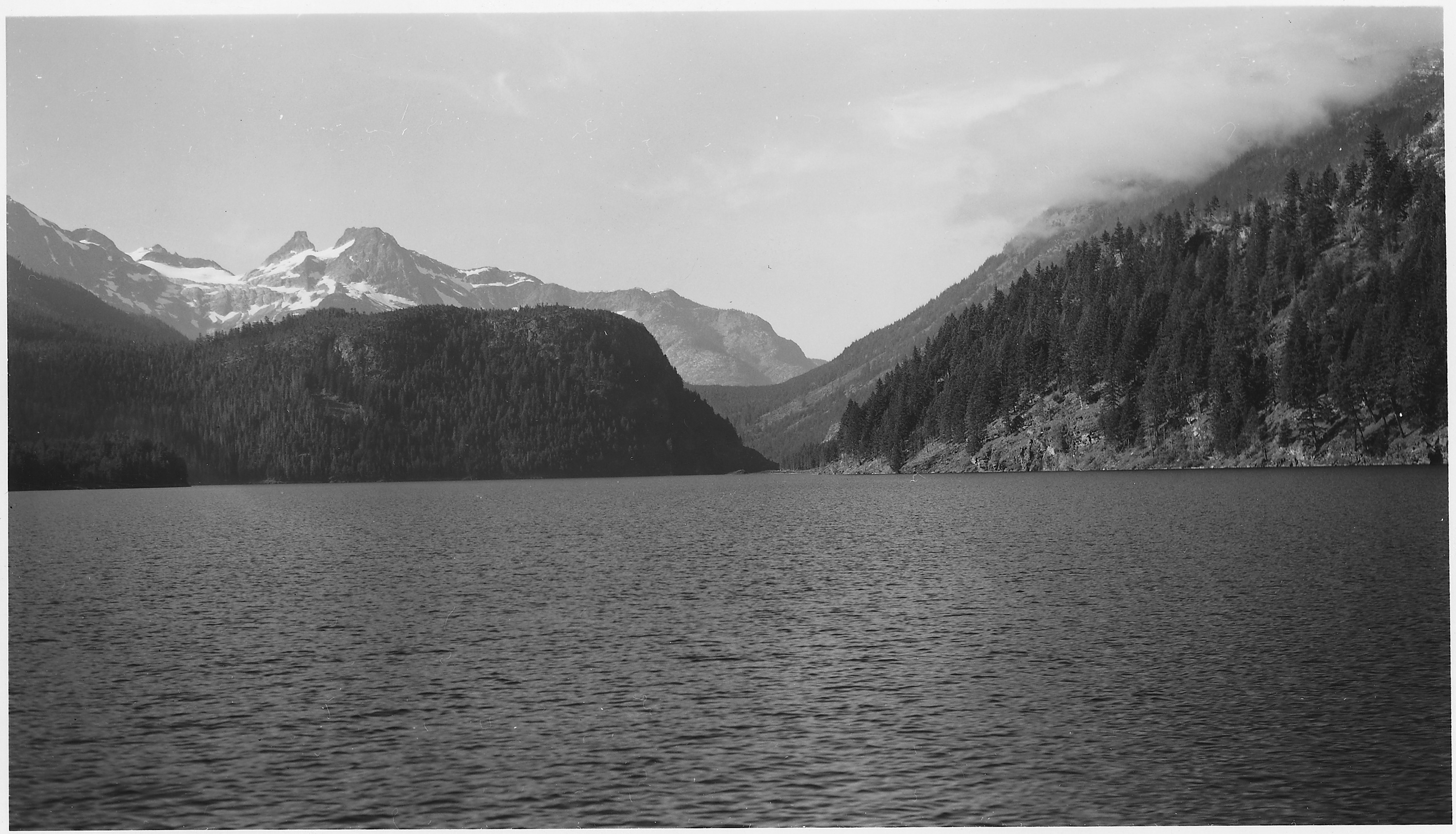
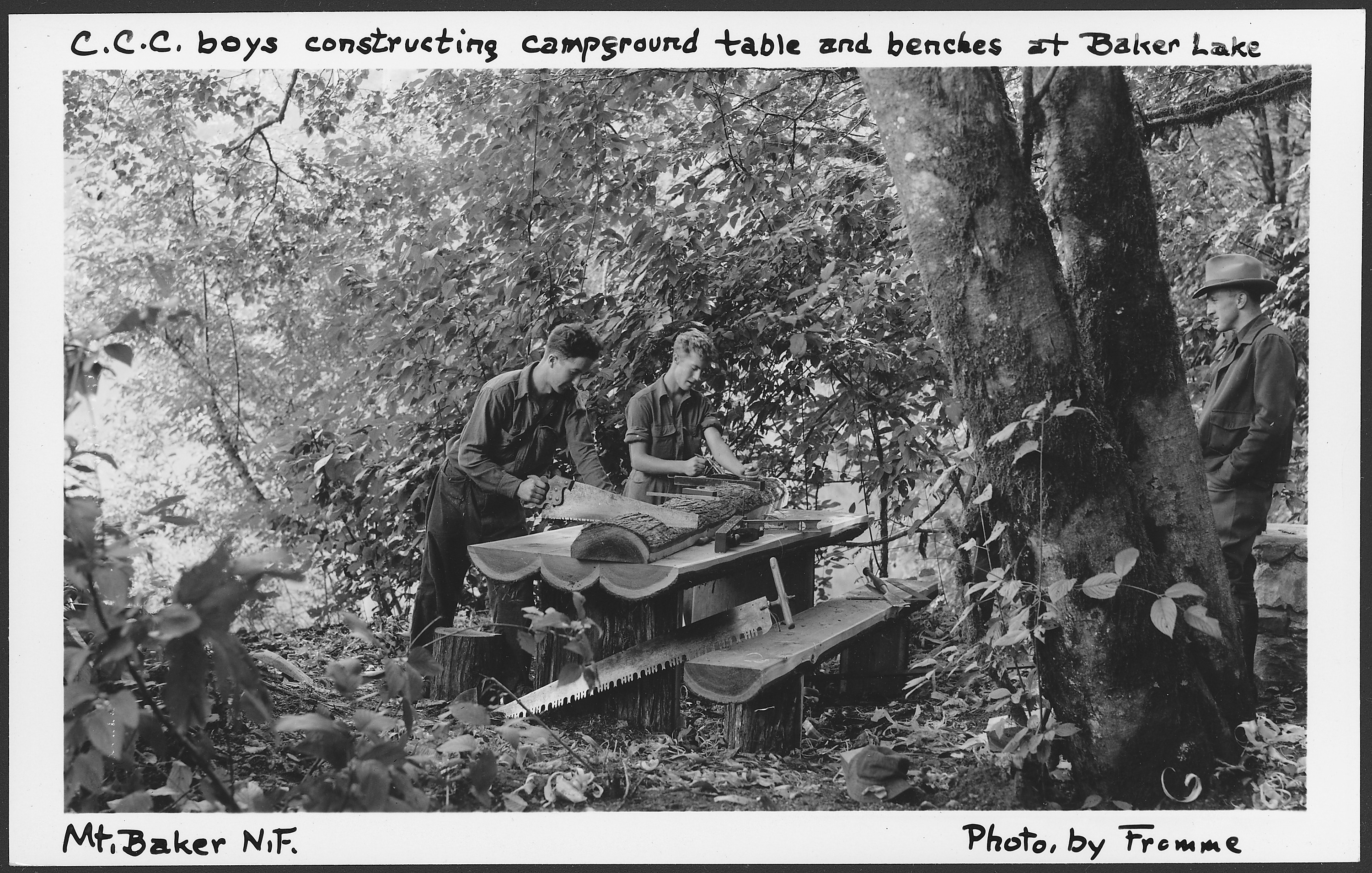
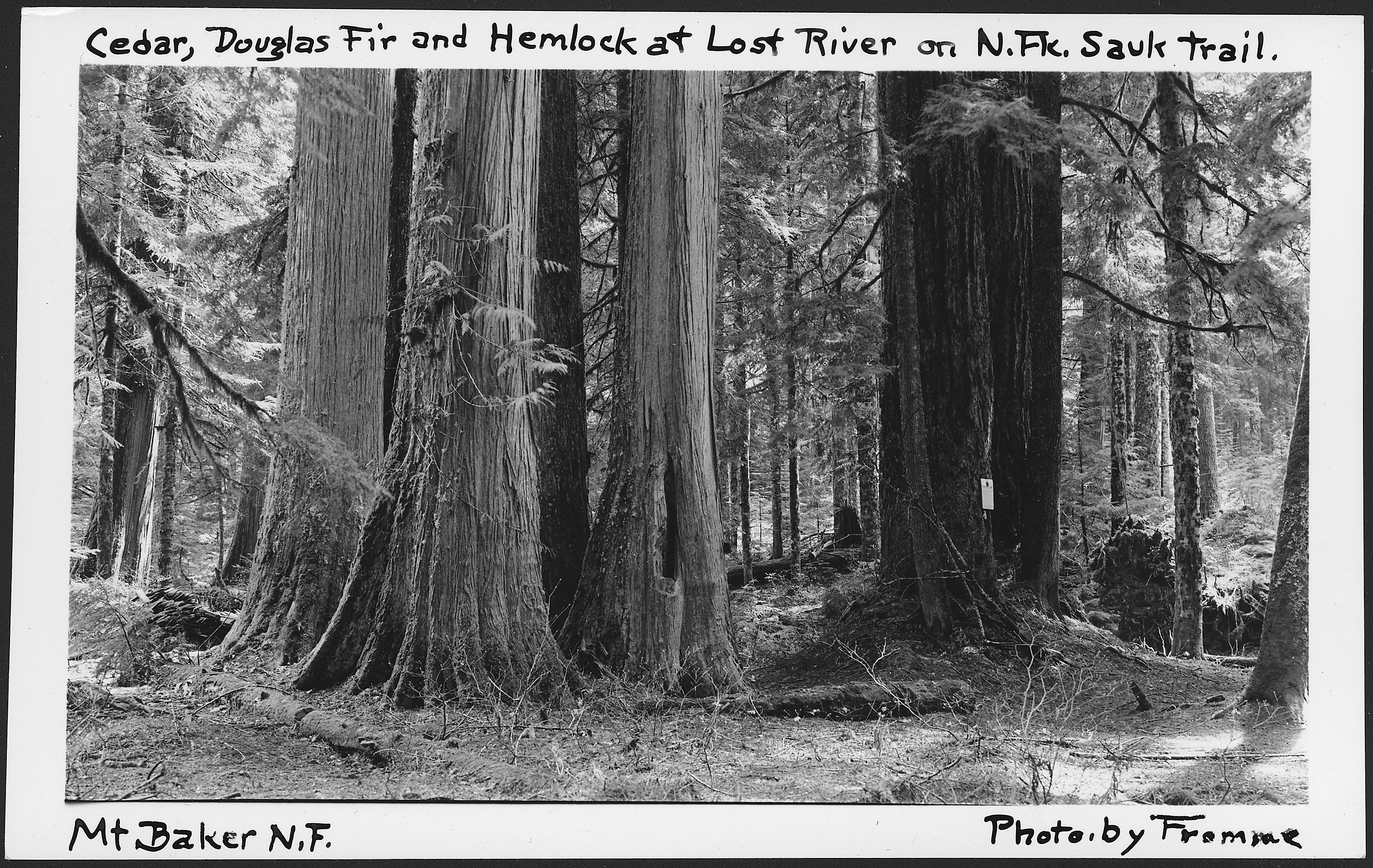
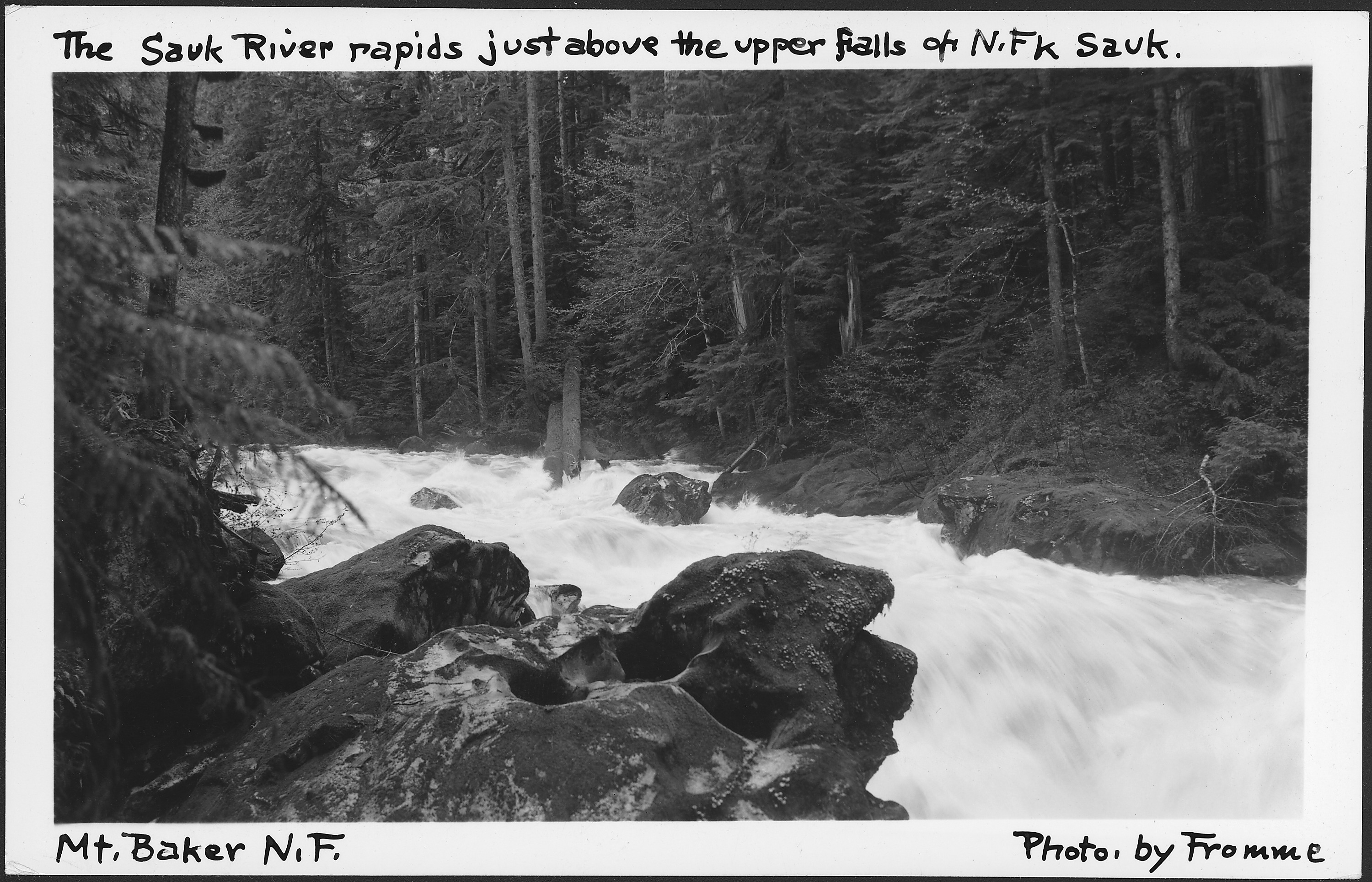
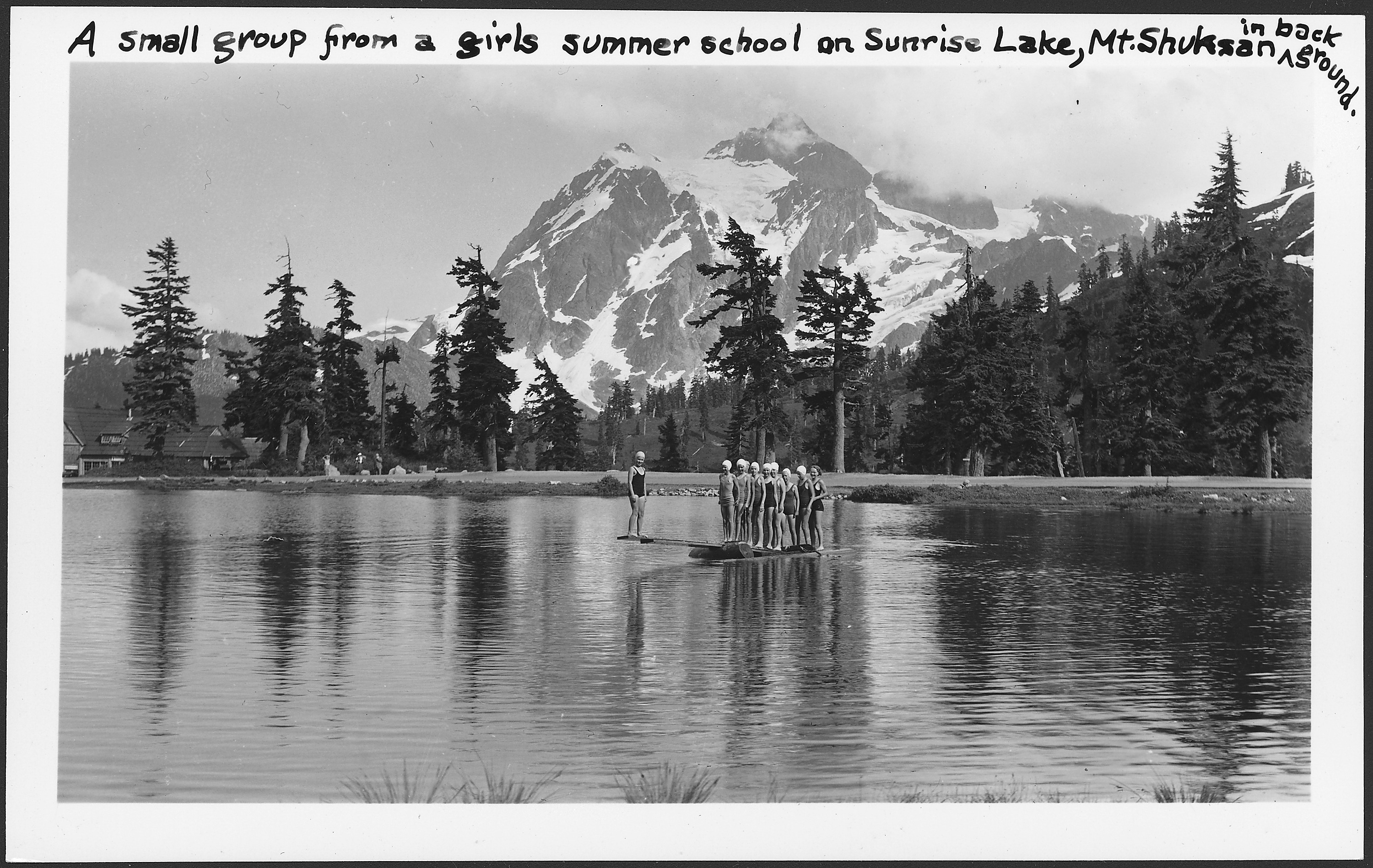